# Birgit Fischer (Sängerin)
Birgit Fischer (* 25. November 1968 in Hamburg) ist
eine deutsche Pop-Sängerin und Dozentin für Gesang. Ihre Singstimme ist auch bekannt aus der internationalen TV-Werbung.

## Karriere
Fischer studierte Popularmusik beim Popkurs an der Hochschule für Musik und Theater Hamburg sowie systematische Musikwissenschaften und nahm privaten Gesangsunterricht in New York. Sie unterrichtete Popgesang an der Sängerakademie Hamburg.
1997 gewann sie mit ihrer Band Motorsheep den ersten Platz beim John Lennon Talent Award. 1998 wurde sie bei der Plattenfirma Motor Music unter Vertrag genommen, welche die Single „The little Dancer“ veröffentlichte und auf MTV präsentierte. 1999 erschien das Album „Come to play forever“, das den stilistischen Bogen spannte aus Alternative Rock, Elektro-Märchen bis hin zu Balladen mit dem London Session Orchestra.
Trotz eines vielversprechenden Starts und zahlreicher positiver Kritiken löste sich die Band 2001 auf. Fischers Laufbahn als Solistin begann. Seit 1994 ist Birgit Fischer Studiosängerin und gehört seit 1998 zu den präsenten Stimmen in der deutschen TV-Werbung. Sie sang unter anderem für
die Marken Telekom, Dr. Oetker, Mercedes-Benz, Fa, Nivea, Perwoll, Ferrero, Vodafone, smart und Volkswagen in über 300 Werbespots. Nach 1999 war Birgit Fischer 8 Jahre lang zusätzlich als Livesängerin mehrerer Gala- und Jazzbands in Deutschland und Skandinavien aktiv. Seither ist sie Dozentin für Popgesang und gibt Workshops.

## Auszeichnungen
- 1999: Bayerischer Filmpreis Musik für Motorsheep und Niki Reiser
- 1999: Espressiva Stipendium der Kulturbehörde Hamburg
- 1997: John Lennon Talent Award: 1. Platz (mit Motorsheep)

## Veröffentlichungen
| - 2022: Album-Wiederveröffentlichung „Come to Play Forever“ (Motorsheep) - 2020: Track „Gefühle“ (Alex Megane) New Dance Edit - 2013: Single: „One“ (Birgit Fischer Film Orchestra) - 2012: Album-Beteiligung „Pussy Empire hebt ab“ (The Stewardesses) - 2011: Tracks für Alex Megane/Kontor Records - 2010: Single „You be my Drug“ (She) und Tracks für Alex Megane/Kontor Records - 2008: Single „Baby Big Black Fly“ (She) - 2007: Single „New Morning“ (A Vida Azul) auf KARE-Sampler/Wave Records - 2007: Track „Whatever“ auf Earbook (Max Melvin) - 2006: Single für Poly Song XXL/iTunes - 2005: Singles auf Earbook „Party Tonight“: Moving, Whatever, New Morning - 2005: Album „Up“ (Moonlight Affair) - 2005: Elektro-Album „Im Columbia“ (Filmpalast) - 2004: Lounge-Album „Beach Chill“ (Eardrum), Industrie-CD „Vorsprung“ für Audi | - 2003: Album Hobby Music - 2003: Filmpalast „The Sound of Unexpected Kisses“ - 2002: A Vida Azul Lounge-Album - 2002: Compendium Moving, Dub Resistance „World Receiver“ - 2001: Album „Timeless Classics“ für Moonlight Affair - 2000: Vinyl „Time“, Album Compendium II Eardrum, „Time“ Remix von Markus Gardeweg für Miller and Floyd auf Kontor Top of the Clubs 8, „Dekaydenz“ Album: Backings für DKay.com - 1999: Soundtrack Meschugge mit Niki Reiser „Dust War“ - 1999: Dr. Oetker Pudding Song Single „I‘ll be there for you“ - 1999 TV-Film: „Die Gefesselten“/RTL - 1999: Album „Come to Play Forever“ (Motorsheep) - 1998: Single „Little Dancer“ (Motorsheep) - 1998: Bunker Sampler Auskopplung „Thorncrown“ - 1998: „Mädchen sind Monster“ (Soundtrack-CD) - 1997: VÖ Miller and Floyd „Colours“ |